# Agama boulengeri
Espèce
Statut de conservation UICN

 LC  : Préoccupation mineure
Agama boulengeri est une espèce de sauriens de la famille des Agamidae.

## Répartition
Cette espèce se rencontre en Mali, en Mauritanie et au Sahara occidental.

## Étymologie
Cette espèce est nommée en l'honneur de George Albert Boulenger.

## Publication originale
- Lataste, 1886 : Description d'un saurien nouveau du Haut Sénégal. Le Naturaliste, vol. 8, p. 212-213 (texte intégral).